# دييجو ريفيرا
دييغو ماريا دي لا كونسبسيون خوان نيبوموسينو إستانيسلاو دي لا ريفيرا وباريينتوس أكوستا أي رودريغيز (بالإسبانية: Diego Rivera)‏ المعروف باسم دييغو ريفيرا، (8 ديسمبر، 1886 - 24 نوفمبر، 1957) كان رسامًا مكسيكيًا بارزًا ولد في غواناخواتو، وكان شيوعيّاً نشطاً تزوج فريدا كاهلو. ساعدت أعماله الكبيرة على تأسيس حركة جدارية مكسيكية في الفن المكسيكي.
ساعدت لوحاته الجدارية الكبيرة في تأسيس الحركة الجدارية المكسيكية في الفن المكسيكي. بين عامي 1922 و1953، رسم ريفيرا الجداريات في كل من مدينة مكسيكو، تشابينغو، كويرنافاكا، سان فرانسيسكو، ديترويت، ومدينة نيويورك. في عام 1931، أقام معرضًا استعاديًا تأمليًا لأعماله في متحف الفن الحديث في نيويورك. كان زواج ريفيرا من الفنانة المكسيكية فريدا كاهلو غير مستقر.

## حياته الشخصية
وُلد ريفيرا في غواناخواتو، المكسيك، لعائلة معروفة، هو ابن ماريا ديل بيلار باريينتوس ودييغو ريفيرا أكوستا. كان لدييغو شقيق توأم يدعى كارلوس لكنه توفي بعد عامين من ولادتهما.
قيل إن ريفيرا كان لديه أسلاف من كونفرسو (لديه أسلاف أُجبروا على ترك اليهودية واعتناق الكاثوليكية). كتب ريفيرا في عام 1935: «يهوديتي هي العنصر السائد في حياتي».
بدأ ريفيرا في الرسم وهو في الثالثة من عمره، أي بعد عام من وفاة أخيه التوأم. قُبض عليه وهو يرسم على الجدران. بدلاً من معاقبته، وضع والداه السبورات والقماش على الجدران. تزوج من أنجلينا بيلوف في عام 1911، وأنجبت صبيًا، سمياه دييغو (1916-1918). أنجبت ماريا فوروبييف-ستيبلسكا ابنة تدعى ماريكا في عام 1918 أو 1919 عندما كان ريفيرا متزوج من أنجلينا. تزوج من زوجته الثانية، غوادالوبي مارين، في يونيو 1922، وكان له منها ابنتان: روث وغوادالوبي. كان متزوجاً عندما التقى بطالبة الفنون فريدا كاهلو. تزوجا في 21 أغسطس عام 1929 عندما كان عمره 42 وكانت هي 22. أدت الخيانة الزوجية ومزاجه العنيف إلى الطلاق في عام 1939، لكنهما تزوجا ثانيةً في 8 ديسمبر 1940 في سان فرانسيسكو. تزوج ريفيرا في وقت لاحق من إيما هورتادو، التي كانت مندوبته منذ عام 1946، في 29 يونيو عام 1955، بعد عام من وفاة كاهلو.
كان ريفيرا ملحداً، كانت لوحته الجدارية أحلام الأحد في ألاميدا تصور إغناثيو راميريز حاملاً لافتة تقول «لا وجود لله». على الرغم من تسبب هذا العمل بغضب شديد، إلا أن ريفيرا رفض إزالة النقش. لم تُعرض اللوحة لمدة تسع سنوات، حتى وافق ريفيرا على إزالة النقش. وقال «لإثبات أن لا وجود لله، لا حاجة لي بالاختباء وراء الدون إغناثيو راميريز، أنا ملحد واعتبر الديانات شكلاً من أشكال العصابات الجماعية». منذ سن العاشرة، درس ريفيرا الفن في أكاديمية سان كارلوس في مكسيكو سيتي. دُعم لمواصلة الدراسة في أوروبا من قبل تيودورو إيه ديهيشا منديز، حاكم ولاية فيراكروز. بعد وصوله إلى أوروبا في عام 1907، ذهب ريفيرا في البداية للدراسة مع إدواردو تشيكهاررو في مدريد، اسبانيا، ومن هناك ذهب إلى باريس، فرنسا، للعيش والعمل مع تجمع كبير من الفنانين في مونبارناس، وخاصة في لا روش حيث رسم صديقه اميديو موديلياني لوحته في 1914.
شملت دائرته من الأصدقاء المقربين، إيليا ارينبورغ، شايم سوتين، اميديو موديلياني وزوجة موديلياني جين هيكتيرن، ماكس جاكوب، مالك معرض ليوولد زوبوروفسكي، ومويز كيسلينغ. وفي هذه السنوات شهدت باريس بداية الفن التكعيبي في الرسم من قِبل فنانين بارزين مثل بابلو بيكاسو، جورج براك وخوان جريس، تبنى ريفيرا بكل حماس مدرسة الفنون الجديدة هذه.
نحو عام 1917 تأثر ريفيرا بلوحات بول سيزان لذلك غير اتجاهه لـما بعد الانطباعية، بأشكال بسيطة وبقع كبيرة من الألوان الزاهية. بدأت لوحاته بجذب الانتباه، وكان قادراً على عرضها في عدة معارض.
توفي ريفيرا في 24 نوفمبر عام 1957.

## مسيرته المهنية في المكسيك
في 1920، حث ألبرتو جاي باني، وهو السفير المكسيكي في فرنسا، ريفيرا على مغادرة فرنسا والسفر إلى إيطاليا لدراسة فنها، بما في ذلك جداريات عصر النهضة.
بعد أن أصبح خوسيه فاسكونلوس وزيراً للتعليم، عاد ريفيرا إلى المكسيك في 1921 للمشاركة في برنامج اللوحات الجدارية المكسيكية الذي ترعاه الحكومة والذي نظمه فاسكونلوس.
شمل البرنامج فنانين مكسيكيين مثل خوسيه كليمنتي اوروزكو، وديفيد الفارو سيكويروس، وروفينو تامايو، والفنان الفرنسي جان شارلوت. في يناير سنة 1922 رسم على سبيل التجربة بالألوان الشمعية-أول جدارية مهمة له «الخلق» في قاعة بوليفار بالمدرسة الوطنية الإعدادية في مدينة مكسيكو، عندما كان يحمي نفسه بواسطة مسدس في وجه الطلاب اليمينيين.
في خريف عام 1922، شارك ريفيرا في تأسيس الاتحاد الثوري للعمال التقنيين، والرسامين والنحاتين، وفي وقت لاحق من ذلك العام انضم إلى الحزب الشيوعي المكسيكي (بما في ذلك لجنته المركزية). تعاملت لوحاته الجدارية، التي رسمها باستعمال الجبص فقط، مع المجتمع المكسيكي وعكست ثورة 1910 في البلاد. طور ريفيرا أسلوبه على أساس الأشكال الكبيرة والمبسطة والألوان الجريئة مع وجود تأثير آزتيك الواضح في لوحاته الجدارية في وزارة التربية والتعليم في مدينة مكسيكو التي بدأت في سبتمبر 1922، وكان الغرض منه أن يتكون من 124 لوحة جدارية جصية، وانتهى في عام 1928.
يروي فنه، المشابه بطريقة ما للوحة تذاكرية من فن المايا القديم، حكايات. تظهر جداريته في الأرسنال على الجانب الأيمن تينا مولوتي وهي تحمل رباط ذخيرة وتواجه خوليو أنطونيو مييلا، في قبعة فاتحة، وفيتوريو فيدالي خلفها في قبعة سوداء. ومع ذلك، لا تشمل التفاصيل الموضحة في الأرسنال وصف الجانب الأيمن ولا أيًا من الأفراد الثلاثة المذكورين؛ بدلاً من ذلك، تظهر الجانب الأيسر حيث تقوم فريدا كاهلو بتوزيع الذخيرة. عاش ليون تروتسكي مع ريفيرا وكاهلو لعدة أشهر أثناء نفيه في المكسيك. ظهرت بعض من أشهر جداريات ريفيرا في المدرسة الوطنية للزراعة (جامعة تشابينغو المستقلة للزراعة) في تشابينغو بالقرب من تيكسكوكو (1925-1927)، وفي قصر كورتيس في كويرنافاكا (1929-1930)، والقصر الوطني في مدينة مكسيكو (1929-30، 1935).
رسم ريفيرا الجداريات في القاعة الرئيسية وفي ممر جامعة تشابينغو المستقلة للزراعة. رسم لوحة جدارية جبصية بعنوان الأرض الخصبة في كنيسة الجامعة بين عامي 1923 و1927. تصور الأرض الخصبة النضال الثوري لفلاحي المكسيك (المزارعين) والطبقات العاملة (الصناعة) من خلال تصوير المطرقة والمنجل بالإضافة إلى نجمة في أسفل سقف الكنيسة. في اللوحة الجدارية، تشير «الدعاية» إلى مطرقة ومنجل آخر. تصور اللوحة امرأة تحمل سنابل من الذرة في كل يد، ويصفها الناقد الفني أنطونيو رودريغيز بأنها مثيرة لعاطفة الآلهة الأزتكية للذرة.
أظهرت الصورة جثث الأبطال الثوريين اميليانو زاباتا وأوتيليو مونتانو في القبور، وتخصيب أجسادهم لحقل الذرة، وعبّاد الشمس في وسط المشهد. كتب رودريغز «فليمجد أولئك الذين ماتوا من أجل المُثل العليا والذين يولدون من جديد، ويتحولون إلى مخصبين للأمة». تُصور الجدارية أيضاً زوجة ريفيرا غوادالوبي مارين كإلهة عارية خصبة وابنتهما غوادالوبي ريفيرا واي مارين كملاك ثلجي.
تضررت اللوحة الجدارية بأضرار طفيفة بسبب الزلزال، لكن تم إصلاحها وتحسينها منذ ذلك الحين، لتعود إلى شكلها الأولي.

## السنوات اللاحقة
في خريف 1928، وصل ريفيرا إلى موسكو لقبول دعوة للمشاركة في الاحتفال بالذكرى العاشرة لثورة أكتوبر. في العام التالي، بينما كان في روسيا، التقى بالزائر ألفريد إتش بار، الابن، الذي سرعان ما أصبح صديق ريفيرا وراعيه، بالإضافة للمدير المؤسس لمتحف الفن الحديث. كُلف ريفيرا برسم لوحة جدارية لنادي الجيش الأحمر في موسكو، لكن في عام 1928 أمرته السلطات بالخروج بسبب تورطه في سياسة معادية للسوفيتية، وعاد إلى المكسيك. في 1929، طُرد ريفيرا من الحزب الشيوعي المكسيكي. فسر البعض لوحته الجدارية عام 1928 في الأرسنال كدليل على معرفة ريفيرا السابقة بمقتل خوليو أنطونيو مييلا علي يد القاتل الستاليني فيتوريو فيدال. بعد طلاق غوادالوبي (لوبي) مارين، تزوج ريفيرا فريدا كاهلو في أغسطس 1929. أيضاً في 1929، نُشر في مدينة نيويورك أول كتاب باللغة الإنجليزية عن ريفيرا، للصحافية الأمريكية ايرين إيفانز بعنوان اللوحات الجدارية لدييغو ريفيرا. في ديسمبر قَبل ريفيرا تكليفًا من السفير الأمريكي للمكسيك لرسم لوحة جدارية في قصر كورتيس في كويرنافاكا.

## وصلات خارجية
- دييجو ريفيرا على موقع IMDb (الإنجليزية)
- دييجو ريفيرا على موقع الموسوعة البريطانية (الإنجليزية)
- دييجو ريفيرا على موقع مونزينجر (الألمانية)
- دييجو ريفيرا على موقع إن إن دي بي (الإنجليزية)
- دييجو ريفيرا على موقع ديسكوغز (الإنجليزية)
- دييجو ريفيرا على موقع قاعدة بيانات الفيلم (الإنجليزية)